# تشاد مايرز
تشاد مايرز (بالإنجليزية: Chad Meyers)‏ هو لاعب كرة قاعدة أمريكي، ولد في 8 أغسطس 1975 في أوماها في الولايات المتحدة.

## وصلات خارجية
- تشاد مايرز على موقعبيزبول رفرنس.كوم (الدوري الرئيسي) (الإنجليزية)
- تشاد مايرز على موقعبيزبول رفرنس.كوم (الدوري الثانوي) (الإنجليزية)